# کریتون (فلوریدا)
کریتون (به انگلیسی: Creighton) یک منطقهٔ مسکونی در ایالات متحده آمریکا است که در شهرستان ولوسیا، فلوریدا واقع شده‌است. کریتون ۹ متر بالاتر از سطح دریا واقع شده‌است.